# Партизански отряд №4
Партизански отряд №4 е подразделение на Шеста Ямболска въстаническа оперативна зона на т. нар. Народоосвободителна въстаническа армия (НОВА) по време на комунистическото партизанско движение в България (1941-1944). Действа в района на Ямбол.
През юни 1943 г. по решение на щаба на Шеста Ямболска въстаническа оперативна зона се създава Младежка партизанска чета № 4. Действа източно от р. Тунджа на територията на Ямболска, Елховска, Карнобатска и Средецка околия.
След масовизиране през април 1944 г. близо до с. Симеоново прераства в Партизански отряд №4. Командир на отряда е Георги Калчев. Провежда акции в с. Недялско, с. Кирилово и с. Робово.
На 9 септември 1944 г. участва при вземането на властта от ОФ в гр. Ямбол, гр. Елхово, с. Недялско, с. Иречеково, с. Симеоново, с. Бояново и с. Борисово.